# Lianes de Lille Métropole
Pour les articles homonymes, voir Liane.
Le réseau Liane (Ligne à niveau élevé de service) est présenté comme le réseau de BHNS (bus à haut niveau de service) de la MEL exploité conjointement par Ilévia et Keolis Nord. Ce réseau n'a souvent de BHNS que le nom, le haut niveau de service n’étant pas atteint sur l'ensemble des lignes à cause du manque de site propre et d'aménagements dans les villes traversées.
Les bus Liane se démarquent du reste du réseau d'autobus par du matériel articulé à plus grande capacité et une livrée identique au tramway.

## Historique
La création d'une ligne de bus à haut niveau de service a été décidée au sein du plan bus 2006 - 2009 mis en place par Transpole (devenue depuis Ilévia). Cette ligne avait pour objectif de créer une liaison de bus plus rapide et plus confortable pour relier des quartiers importants dans les villes de Lille, Ronchin et Comines.
Ainsi, la première Liane a été inaugurée le vendredi 25 janvier 2008 par Pierre Mauroy, en même temps que la fin de la rénovation de la station de métro "Gare Lille Flandres". Le lendemain, des célébrations dans les villes traversées ont eu lieu. Durant celles-ci, les visiteurs avaient notamment la possibilité de découvrir le matériel roulant.
Ce n'est qu'à partir du lundi 28 janvier 2008 que l'exploitation commerciale a débuté.
Le 28 janvier 2019, de nouvelles Lianes urbaines et périurbaines sont créées portant leur nombre à 12, les Lianes existantes sont également modifiées. La Liane 1 voit sa desserte de Wambrechies modifiée et son terminus déplacé, la Liane 3 est prolongée jusque Lannoy et Leers. La Liane 4 est scindée et ne dessert plus Villeneuve-d'Ascq et le centre de Hem, son terminus se fait au nouvel arrêt « Blanchisserie » à Hem, des services dits « Liane 4 Express » sont également mis en place entre Tourcoing et Halluin et ne desservent pas Roncq. La nouvelle Liane 6 reprend la desserte de Villeneuve-d'Ascq abandonnée par la Liane 4 et relie la station Fort de Mons au quartier de la Cousinerie. La nouvelle Liane 7 relie la station Porte des Postes au centre commercial de Faches-Thumesnil en lieu et place de la ligne 11. La nouvelle Liane 8 relie le terminus « Risquons Tout » de Tourcoing au centre commercial de Leers via Wattrelos et Roubaix reprenant une partie de l'ancienne ligne 15.
Du côté des Lianes périurbaines, la Liane 90 voit son terminus transféré à la gare de Lille-Europe et sa desserte de Wambrechies modifiée. La nouvelle Liane 92 relie la station Porte des Postes à Seclin en reprenant l'ancienne ligne 52. L'ancienne ligne 79 reliant Armentières à la station Saint-Philibert devient la Liane 99.
Le 31 août 2019, les Lianes 1 et 90 retrouvent leurs dessertes initiales à Wambrechies.
Le 4 novembre 2019, les Lianes 4 et 8 échangent leurs itinéraires et leurs terminus au sud de Roubaix, ainsi la Liane 4 relie Halluin au centre commercial de Leers et la Liane 8 relie Tourcoing au terminus « Hem Blanchisserie ».
Le 6 janvier 2020, la Liane 5 reliant Haubourdin à Marcq-en-Barœul est créée en remplacement de la ligne 12. Cette nouvelle Liane est exploitée avec des nouveaux véhicules, des Citywide LFA GNV du constructeur Scania, la montée par toutes les portes est instaurée.
Le 25 janvier 2021, la Liane 3 ne dessert plus le terminus Leers – La Plaine, il s'effectue désormais à Toufflers – Douane.
Le 9 juillet 2022, la Liane 5 est prolongée jusqu'à l'arrêt « Ferme aux Oies » à Marcq-en-Barœul.

## Lianes urbaines

### Tracés
Le réseau de lianes urbaines est représenté en nuance de bleu, superposé avec le réseau de métro (lignes   et ) et de tramway (lignes  et ).

### Lignes
| Ligne | Caractéristiques | Caractéristiques                                                                      | Caractéristiques                                                                      | Caractéristiques                                                                      | Caractéristiques                                                                      | Caractéristiques                                                                      | Caractéristiques                                                                      | Caractéristiques                                                                      | Caractéristiques                                                                      |
| L1    | Liane 1 | Liane 1                                                                               | Liane 1                                                                               | Liane 1                                                                               | Liane 1                                                                               | Liane 1                                                                               | Liane 1                                                                               | Liane 1                                                                               | Liane 1                                                                               |
| L1    | Wambrechies – Agrippin / Wambrechies – Château ⥋ Faches-Thumesnil – Centre Commercial | Wambrechies – Agrippin / Wambrechies – Château ⥋ Faches-Thumesnil – Centre Commercial | Wambrechies – Agrippin / Wambrechies – Château ⥋ Faches-Thumesnil – Centre Commercial | Wambrechies – Agrippin / Wambrechies – Château ⥋ Faches-Thumesnil – Centre Commercial | Wambrechies – Agrippin / Wambrechies – Château ⥋ Faches-Thumesnil – Centre Commercial | Wambrechies – Agrippin / Wambrechies – Château ⥋ Faches-Thumesnil – Centre Commercial | Wambrechies – Agrippin / Wambrechies – Château ⥋ Faches-Thumesnil – Centre Commercial | Wambrechies – Agrippin / Wambrechies – Château ⥋ Faches-Thumesnil – Centre Commercial | Wambrechies – Agrippin / Wambrechies – Château ⥋ Faches-Thumesnil – Centre Commercial |
| ----- | --- | ------------------------------------------------------------------------------------- | ------------------------------------------------------------------------------------- | ------------------------------------------------------------------------------------- | ------------------------------------------------------------------------------------- | ------------------------------------------------------------------------------------- | ------------------------------------------------------------------------------------- | ------------------------------------------------------------------------------------- | ------------------------------------------------------------------------------------- |
| L1    | Ouverture / Fermeture 28 janvier 2019 / — | Longueur 17,8 km                                                                      | Durée 60-70 min                                                                       | Nb. d’arrêts 45                                                                       | Matériel Citelis 18 GNV Scania Citywide LFA GNV                                       | Jours de fonctionnement L, Ma, Me, J, V, S, D                                         | Jour / Soir / Nuit / Fêtes O / O / O / O                                              | Voy. / an 3,5 millions                                                                | Dépôt Sequedin                                                                        |
| L1    | Desserte : - Communes : Wambrechies – Marquette-lez-Lille – Saint-André-lez-Lille – Lille – Ronchin – Lesquin – Faches-Thumesnil - Stations ou gares desservies : Gare de Saint-André, République – Beaux-Arts , Porte de Douai - Jardin des Plantes , Gare de Lille – Porte de Douai, Gare de Ronchin. - Principaux lieux desservis : Mairie de Wambrechies, Église Saint-Vaast de Wambrechies, Port de plaisance de Wambrechies, Château de Robersart, Musée de la Poupée et du Jouet Ancien de Wambrechies, Complexe sportif Jean-Barthélemy Cibié, EPSM Lommelet, Cimetière de Saint-André-lez-Lille, Mairie de Saint-André-lez-Lille, Salle André Wauquier, Piscine municipale de Saint-André-lez-Lille, Stade Jean Caby, Esplanade du Champ de Mars de Lille, Citadelle de Lille, Parc zoologique de Lille, Préfecture de Lille, Palais des Beaux-Arts de Lille, Gare de Lille-Saint-Sauveur, Parc Jean-Baptiste-Lebas, Observatoire de Lille, Jardin des plantes de Lille, Lycée Faidherbe, Lycée Gaston Berger, Collège Paul Verlaine, Mairie de Ronchin, Collège Gernez Rieux, Cimetière de Ronchin, Coulée verte de Ronchin, Zone commerciale de Faches-Thumesnil, Centre commercial Auchan Faches-Thumesnil. |                                                                                       |                                                                                       |                                                                                       |                                                                                       |                                                                                       |                                                                                       |                                                                                       |                                                                                       |
| L1    | Autre : - Amplitude horaire et fréquence : - du lundi au vendredi en période scolaire : de 4 h 55 à 1 h 5 avec un bus toutes les 10 minutes en journée et toutes les 20 à 30 minutes à partir de 21 h 0. - du lundi au vendredi durant les vacances scolaires : de 4 h 55 à 1 h 0 avec un bus toutes les 10 minutes en journée et toutes les 20 à 30 minutes à partir de 21 h 0. - samedis : de 5 h 0 à 1 h 0 avec un bus toutes les 15 minutes de 6 h 0 à 11 h 30 et de 19 h 0 à 21 h 0, toutes les 12 minutes de 11 h 30 à 14 h 0, toutes les 10 minutes de 14 h 0 à 19 h 0 et toutes les 20 à 30 minutes à partir de 21 h 0. - dimanches et jours fériés : de 6 h 55 à 1 h 0 avec un bus toutes les 20 minutes en journée et toutes les 30 minutes à partir de 20 h 30. - Particularités : - Le terminus de Wambrechies – Château est desservi uniquement du lundi au samedi en heures creuses. - Date de dernière mise à jour : 10 novembre 2023. |                                                                                       |                                                                                       |                                                                                       |                                                                                       |                                                                                       |                                                                                       |                                                                                       |                                                                                       |
| L1    | Dernière actualisation : — |                                                                                       |                                                                                       |                                                                                       |                                                                                       |                                                                                       |                                                                                       |                                                                                       |                                                                                       |
| L2    | Liane 2 | Liane 2                                                                               | Liane 2                                                                               | Liane 2                                                                               | Liane 2                                                                               | Liane 2                                                                               | Liane 2                                                                               | Liane 2                                                                               | Liane 2                                                                               |
| L2    | Loos – Les Oliveaux ⥋ Wattignies – Centre Commercial |                                                                                       |                                                                                       |                                                                                       |                                                                                       |                                                                                       |                                                                                       |                                                                                       |                                                                                       |
| L2    | Ouverture / Fermeture 28 janvier 2019 / — | Longueur 7,5 km                                                                       | Durée 25 min                                                                          | Nb. d’arrêts 25                                                                       | Matériel Citelis 18 GNV Scania Citywide LFA GNV                                       | Jours de fonctionnement L, Ma, Me, J, V, S, D                                         | Jour / Soir / Nuit / Fêtes O / O / O / O                                              | Voy. / an 1,6 million                                                                 | Dépôt Sequedin                                                                        |
| L2    | Desserte : - Communes : Loos – Lille – Wattignies - Stations ou gares desservies : CHU – Eurasanté - Principaux lieux desservis : Collège René Descartes, Lycée professionnel Maurice Duhamel, Parc de Loos, Centre hospitalier Loos Haubourdin, Cimetière Leclerc de Loos, Collège Professeur Albert Debeyre, Faculté de médecine de Lille, Centre hospitalier universitaire de Lille, Eurasanté, Stade de l'Épi de Soil, Piscine Zen & O de Wattignies, Collège Jean Moulin, Centre commercial Cora de Wattignies. |                                                                                       |                                                                                       |                                                                                       |                                                                                       |                                                                                       |                                                                                       |                                                                                       |                                                                                       |
| L2    | Autre : - Amplitude horaire et fréquence : - du lundi au vendredi : de 5 h 0 à 1 h 0 avec un bus toutes les 10 minutes de 7 h 0 à 19 h 0, toutes les 15 minutes entre 6 h 0 et 7 h 0 ainsi qu'entre 19 h 0 à 21 h 0 puis toutes les 30 minutes à partir de 21 h 0. - samedis : de 5 h 0 à 1 h 0 avec un bus toutes les 15 minutes entre 6 h 0 à 11 h 30 ainsi qu'entre 20 h 0 et 21 h 0, toutes 12 minutes de 11 h 30 à 20 h 0 puis toutes les 30 minutes à partir de 21 h 0. - dimanches et jours fériés : de 7 h 0 à 1 h 0 avec un bus toutes les 30 minutes. - Date de dernière mise à jour : 10 novembre 2023. |                                                                                       |                                                                                       |                                                                                       |                                                                                       |                                                                                       |                                                                                       |                                                                                       |                                                                                       |
| L2    | Dernière actualisation : — |                                                                                       |                                                                                       |                                                                                       |                                                                                       |                                                                                       |                                                                                       |                                                                                       |                                                                                       |
| L3    | Liane 3 | Liane 3                                                                               | Liane 3                                                                               | Liane 3                                                                               | Liane 3                                                                               | Liane 3                                                                               | Liane 3                                                                               | Liane 3                                                                               | Liane 3                                                                               |
| L3    | Wattrelos – Quartier Beaulieu ⥋ Roubaix – Eurotéléport / Lannoy – Place / Toufflers – Douane |                                                                                       |                                                                                       |                                                                                       |                                                                                       |                                                                                       |                                                                                       |                                                                                       |                                                                                       |
| L3    | Ouverture / Fermeture 28 janvier 2019 / — | Longueur 12,9 km                                                                      | Durée 45-50 min                                                                       | Nb. d’arrêts 38                                                                       | Matériel Citelis 18 GNV                                                               | Jours de fonctionnement L, Ma, Me, J, V, S, D                                         | Jour / Soir / Nuit / Fêtes O / O / N / O                                              | Voy. / an —                                                                           | Dépôt Wattrelos                                                                       |
| L3    | Desserte : - Communes : Wattrelos – Roubaix – Lannoy – Lys-lez-Lannoy – Toufflers - Stations ou gares desservies : Eurotéléport - Principaux lieux desservis : Complexe sportif de Beaulieu, Collège Émile Zola, Collège privé Saint-Joseph, Hôtel de ville de Wattrelos, Lycée Jean Rostand, Stade Avelghem, Centre commercial McArthurGlen, Centre commercial Grand Rue, Cinéma Le Duplexe, Archives nationales du monde du travail, Musée de la Manufacture, Hôpital de la Fraternité, Parc des sports de Roubaix, Mairie de Lannoy, Mairie de Toufflers. |                                                                                       |                                                                                       |                                                                                       |                                                                                       |                                                                                       |                                                                                       |                                                                                       |                                                                                       |
| L3    | Autre : - Amplitude horaire et fréquence : - du lundi au vendredi en période scolaire : de 5 h 20 à 0 h 5 avec un bus toutes les 10 minutes entre 6 h 30 et 19 h 0, toutes les 5 minutes entre Eurotéléport et Wattrelos – Quartier Beaulieu en heures de pointe, toutes les 15 minutes entre 19 h 0 et 20 h 30 et toutes les 30 minutes en soirée. - du lundi au vendredi durant les vacances scolaires : de 5 h 20 à 0 h 5 avec un bus toutes les 10 minutes entre 6 h 30 et 19 h 0, toutes les 15 minutes entre 19 h 0 et 20 h 30 et toutes les 30 minutes en soirée. - samedis : de 5 h 20 à 0 h 10 avec un bus toutes les 15 minutes de 6 h 0 à 11 h 0 et de 19 h 0 à 20 h 30, toutes les 12 minutes de 11 h 0 à 19 h 0 et toutes les 30 minutes en soirée. - dimanches et jours fériés : de 7 h 30 à 0 h 15 avec un bus toutes les 30 minutes. - Particularités : - Après 22 h 0 la ligne ne fonctionne qu'entre Eurotéléport et Wattrelos – Quartier Beaulieu. - Certains bus ont pour origine ou destination Lannoy – Place. - Le samedi, la desserte de Toufflers – Douane n'est effectuée que par un bus sur trois. Les autres bus sont limités à Lannoy – Place. - Date de dernière mise à jour : 10 novembre 2023. |                                                                                       |                                                                                       |                                                                                       |                                                                                       |                                                                                       |                                                                                       |                                                                                       |                                                                                       |
| L3    | Dernière actualisation : — |                                                                                       |                                                                                       |                                                                                       |                                                                                       |                                                                                       |                                                                                       |                                                                                       |                                                                                       |
| L4    | Liane 4 | Liane 4                                                                               | Liane 4                                                                               | Liane 4                                                                               | Liane 4                                                                               | Liane 4                                                                               | Liane 4                                                                               | Liane 4                                                                               | Liane 4                                                                               |
| L4    | Halluin – Gounod ⥋ Leers – Centre Commercial |                                                                                       |                                                                                       |                                                                                       |                                                                                       |                                                                                       |                                                                                       |                                                                                       |                                                                                       |
| L4    | Ouverture / Fermeture 28 janvier 2019 / — | Longueur 20,3 km                                                                      | Durée 70 min                                                                          | Nb. d’arrêts 53                                                                       | Matériel Citelis 18 GNV                                                               | Jours de fonctionnement L, Ma, Me, J, V, S, D                                         | Jour / Soir / Nuit / Fêtes O / O / N / O                                              | Voy. / an —                                                                           | Dépôt Wattrelos                                                                       |
| L4    | Desserte : - Communes : Halluin – Roncq – Tourcoing – Roubaix – Lys-lez-Lannoy - Stations ou gares desservies : Colbert , Tourcoing – Centre , Gare de Tourcoing, Gare de Tourcoing , Eurotéléport . - Principaux lieux desservis : Lycée professionnel Antoine de Saint-Exupéry, Collège privé Sacré-Cœur, Mairie d'Halluin, Jardin de la Paix, Stade Hildevert Wancquet, Parc d'activités Pierre Mauroy, Parc Paul Vansteenkiste, Cimetière de Roncq, Mairie de Roncq, Collège Saint-Thomas, Parc du Bois Leurent, Centre culturel La Source, Zone logistique de Roncq, Centre commercial Auchan Roncq, Complexe sportif des Orions, Collège Lucie Aubrac, Parc Clemenceau, École nationale des Douanes, Lycée Colbert, Tourcoing les Bains, Hôtel de ville de Tourcoing, Centre-ville de Tourcoing, Église Saint-Christophe de Tourcoing, Centre commercial Saint-Christophe, Ancienne chambre de commerce et d'industrie de Tourcoing, Les Arcades, Écoquartier de l'Union, Kipstadium, Collège Anne Frank, Lycée professionnel Turgot, Lycée professionnel privé Léonard de Vinci, Lycée privé Saint-Rémi, Lycée professionnel Lavoisier, Centre commercial McArthurGlen, Centre commercial Grand Rue, Cinéma Le Duplexe, Archives nationales du monde du travail, La Condition publique, Quartier du Pile, Quartier des Trois Ponts, Cité scolaire Van Der Meersch, Vélodrome couvert régional Jean-Stablinski, Vélodrome André-Pétrieux, Stade du Carihem, Complexe sportif Jules Ferry, Collège Gambetta, Centre commercial Aushopping Leers. |                                                                                       |                                                                                       |                                                                                       |                                                                                       |                                                                                       |                                                                                       |                                                                                       |                                                                                       |
| L4    | Autre : - Amplitude horaire et fréquence : - du lundi au vendredi en période scolaire : de 5 h 5 à 0 h 15 avec un bus toutes les 10 minutes en heures de pointe, toutes les 12 minutes en heures creuses, toutes les 15 à 20 minutes de 19 h 0 à 21 h 0 et toutes les 30 minutes de 21 h 0 à fin de service. - du lundi au vendredi durant les vacances scolaires : de 5 h 5 à 0 h 10 avec un bus toutes les 12 minutes en journée, toutes les 15 à 20 minutes de 19 h 0 à 21 h 0 et toutes les 30 minutes de 21 h 0 à fin de service. - samedis : de 5 h 15 à 0 h 20 avec un bus toutes les 15 minutes de début de service à 11 h 0, toutes les 12 minutes de 11 h 0 à 19 h 0, toutes les 15 à 20 minutes de 19 h 0 à 21 h 0 et toutes les 30 minutes de 21 h 0 à fin de service. - dimanches et jours fériés : de 6 h 50 à 0 h 5 avec un bus toutes les 30 minutes. - Particularités : - Les deux derniers départs depuis Halluin – Gounod ont pour terminus Eurotéléport. - Les deux derniers départs depuis Leers – Centre Commercial ont pour terminus Tourcoing – Centre. - Du lundi au vendredi en période scolaire, des services supplémentaires circulent entre Halluin – Gounod ou Faubourg de Roncq et Tourcoing – Gare. - Date de dernière mise à jour : 10 novembre 2023. |                                                                                       |                                                                                       |                                                                                       |                                                                                       |                                                                                       |                                                                                       |                                                                                       |                                                                                       |
| L4    | Dernière actualisation : — |                                                                                       |                                                                                       |                                                                                       |                                                                                       |                                                                                       |                                                                                       |                                                                                       |                                                                                       |
| L5    | Liane 5 | Liane 5                                                                               | Liane 5                                                                               | Liane 5                                                                               | Liane 5                                                                               | Liane 5                                                                               | Liane 5                                                                               | Liane 5                                                                               | Liane 5                                                                               |
| L5    | Haubourdin – Le Parc ⥋ La Madeleine – Montgolfier / Marcq – Ferme aux Oies |                                                                                       |                                                                                       |                                                                                       |                                                                                       |                                                                                       |                                                                                       |                                                                                       |                                                                                       |
| L5    | Ouverture / Fermeture 6 janvier 2020 / — | Longueur 18,2 km                                                                      | Durée 60-75 min                                                                       | Nb. d’arrêts 42                                                                       | Matériel Citywide LFA GNV                                                             | Jours de fonctionnement L, Ma, Me, J, V, S, D                                         | Jour / Soir / Nuit / Fêtes O / O / O / O                                              | Voy. / an 7 million                                                                   | Dépôt Sequedin                                                                        |
| L5    | Desserte : - Communes : Haubourdin – Loos – Lille – La Madeleine – Marcq-en-Barœul - Stations ou gares desservies : Porte des Postes , Cormontaigne , République – Beaux-Arts , Gare de Lille-Flandres, Gare Lille Flandres , Gare de Lille-Europe, Gare Lille Europe , Gare de La Madeleine. - Principaux lieux desservis : Collège Le Parc, Hôtel de ville d'Haubourdin, Jardin public d'Haubourdin, Collège Jules Ferry, Parc Danel, Mairie de Loos, Jardin public de Loos, Lycée international Montebello, Université catholique de Lille, Palais Rameau, Jardin Vauban, Esplanade du Champ de Mars de Lille, Citadelle de Lille, Parc zoologique de Lille, Préfecture de Lille, Palais des Beaux-Arts de Lille, Église Saint-Maurice de Lille, L'Aéronef, Tri Postal, Centre commercial Euralille, Euralille, Mairie de La Madeleine, Piscine de La Madeleine, Complexe sportif Carpentier, Piscine de Marcq-en-Barœul, Hippodrome Serge-Charles, Hôtel de ville de Marcq-en-Barœul, La ferme aux Oies. |                                                                                       |                                                                                       |                                                                                       |                                                                                       |                                                                                       |                                                                                       |                                                                                       |                                                                                       |
| L5    | Autre : - Amplitude horaire et fréquence : - du lundi au vendredi en période scolaire : de 4 h 50 à 1 h 5 avec un bus toutes les 8 minutes en heures de pointe, toutes les 10 minutes en heures creuses et toutes les 20 à 30 minutes en soirée. - du lundi au vendredi durant les vacances scolaires : de 4 h 55 à 1 h 5 avec un bus toutes les 10 minutes en journée et toutes les 20 à 30 minutes en soirée. - samedis : de 4 h 50 à 1 h 5 avec un bus toutes les 15 minutes de 6 h 0 à 11 h 30, toutes les 12 minutes entre 11 h 30 et 14 h 30, toutes les 10 minutes de 14 h 30 à 20 h 0 et toutes les 20 à 30 minutes en soirée. - dimanches et jours fériés : de 7 h 0 à 1 h 5 avec un bus toutes les 20 minutes jusque 21 h 0 et toutes les 30 minutes après 21 h 0. - Particularités : - Elle est la ligne la plus fréquentée du réseau mais la moins performante avec une vitesse commerciale de 14km/h. - Les courses provenant de La Madeleine sont interrompues à Gare Lille Flandres pour régulation. - Date de dernière mise à jour : 10 novembre 2023. |                                                                                       |                                                                                       |                                                                                       |                                                                                       |                                                                                       |                                                                                       |                                                                                       |                                                                                       |
| L5    | Dernière actualisation : — |                                                                                       |                                                                                       |                                                                                       |                                                                                       |                                                                                       |                                                                                       |                                                                                       |                                                                                       |
| L6    | Liane 6 | Liane 6                                                                               | Liane 6                                                                               | Liane 6                                                                               | Liane 6                                                                               | Liane 6                                                                               | Liane 6                                                                               | Liane 6                                                                               | Liane 6                                                                               |
| L6    | Fort de Mons ⥋ Villeneuve d'Ascq – Contrescarpe |                                                                                       |                                                                                       |                                                                                       |                                                                                       |                                                                                       |                                                                                       |                                                                                       |                                                                                       |
| L6    | Ouverture / Fermeture 28 janvier 2019 / — | Longueur 6,9 km                                                                       | Durée 20 min                                                                          | Nb. d’arrêts 15                                                                       | Matériel Citelis 18 GNV                                                               | Jours de fonctionnement L, Ma, Me, J, V, S, D                                         | Jour / Soir / Nuit / Fêtes O / O / O / O                                              | Voy. / an —                                                                           | Dépôt Faidherbe                                                                       |
| L6    | Desserte : - Communes : Mons-en-Barœul – Villeneuve-d'Ascq - Stations ou gares desservies : Fort de Mons , Pont de Bois , Gare de Pont-de-Bois. - Principaux lieux desservis : Fort de Mons, Collège François Rabelais, Université de Lille - Campus Pont de Bois, Quartier du Pont-de-Bois, Lycée Raymond Queneau, Stadium Lille Métropole, Château de Flers, Musée des moulins de Villeneuve-d'Ascq, LaM, Quartier de la Cousinerie. |                                                                                       |                                                                                       |                                                                                       |                                                                                       |                                                                                       |                                                                                       |                                                                                       |                                                                                       |
| L6    | Autre : - Amplitude horaire et fréquence : - du lundi au vendredi : de 5 h 25 à 0 h 30 avec un bus toutes les 10 minutes de 7 h 0 à 19 h 0, toutes les 12 à 15 minutes entre 6 h 0 et 7 h 0 ainsi qu'entre 19 h 0 et 21 h 0 puis toutes les 30 minutes à partir de 21 h 0. - samedis : de 5 h 30 à 0 h 30 avec un bus toutes 15 minutes de 6 h 0 à 11 h 0, toutes les 12 minutes entre 11 h 0 et 20 h 0 puis toutes les 30 minutes à partir de 21 h 0. - dimanches et jours fériés : de 7 h 0 à 0 h 30 avec un bus toutes les 30 minutes. - Particularités: - À partir de 22 h 0, la ligne ne circule qu'entre Pont de Bois et Contrescarpe. - Date de dernière mise à jour : 10 novembre 2023. |                                                                                       |                                                                                       |                                                                                       |                                                                                       |                                                                                       |                                                                                       |                                                                                       |                                                                                       |
| L6    | Dernière actualisation : — |                                                                                       |                                                                                       |                                                                                       |                                                                                       |                                                                                       |                                                                                       |                                                                                       |                                                                                       |
| L7    | Liane 7 | Liane 7                                                                               | Liane 7                                                                               | Liane 7                                                                               | Liane 7                                                                               | Liane 7                                                                               | Liane 7                                                                               | Liane 7                                                                               | Liane 7                                                                               |
| L7    | Lille – Porte des Postes ⥋ Faches-Thumesnil – Centre Commercial |                                                                                       |                                                                                       |                                                                                       |                                                                                       |                                                                                       |                                                                                       |                                                                                       |                                                                                       |
| L7    | Ouverture / Fermeture 28 janvier 2019 / — | Longueur 12,9 km                                                                      | Durée 25-30 min                                                                       | Nb. d’arrêts 18                                                                       | Matériel Urbanway 12 GNV                                                              | Jours de fonctionnement L, Ma, Me, J, V, S, D                                         | Jour / Soir / Nuit / Fêtes O / O / O / O                                              | Voy. / an —                                                                           | Dépôt Faidherbe                                                                       |
| L7    | Desserte : - Communes : Lille – Faches-Thumesnil - Stations ou gares desservies : Porte des Postes - Principaux lieux desservis : Lycée international Montebello, Lillenium, Collège Jean Zay, Mairie de Faches-Thumesnil, Collège Jean Mermoz, Complexe sportif Louis Merchier, Cimetière de Faches-Thumesnil, Zone commerciale de Faches-Thumesnil, Centre commercial Auchan Faches-Thumesnil. |                                                                                       |                                                                                       |                                                                                       |                                                                                       |                                                                                       |                                                                                       |                                                                                       |                                                                                       |
| L7    | Autre : - Amplitude horaire et fréquence : - du lundi au vendredi : de 5 h 0 à 0 h 50 avec un bus toutes les 10 minutes de 7 h 0 à 19 h 0, toutes les 12 à 15 minutes entre 19 h 0 et 21 h 0 et toutes les 30 minutes à partir de 21 h 0. - samedis : de 5 h 0 à 0 h 50 avec un bus toutes 15 minutes de 6 h 0 à 11 h 0, toutes les 12 minutes entre 11 h 0 et 20 h 0 puis toutes les 30 minutes à partir de 21 h 0. - dimanches et jours fériés : de 7 h 0 à 0 h 50 avec un bus toutes les 30 minutes. - Date de dernière mise à jour : 10 novembre 2023. |                                                                                       |                                                                                       |                                                                                       |                                                                                       |                                                                                       |                                                                                       |                                                                                       |                                                                                       |
| L7    | Dernière actualisation : — |                                                                                       |                                                                                       |                                                                                       |                                                                                       |                                                                                       |                                                                                       |                                                                                       |                                                                                       |
| L8    | Liane 8 | Liane 8                                                                               | Liane 8                                                                               | Liane 8                                                                               | Liane 8                                                                               | Liane 8                                                                               | Liane 8                                                                               | Liane 8                                                                               | Liane 8                                                                               |
| L8    | Tourcoing – Risquons Tout ⥋ Hem – Blanchisserie |                                                                                       |                                                                                       |                                                                                       |                                                                                       |                                                                                       |                                                                                       |                                                                                       |                                                                                       |
| L8    | Ouverture / Fermeture 28 janvier 2019 / — | Longueur 17,9 km                                                                      | Durée 70-75 min                                                                       | Nb. d’arrêts 48                                                                       | Matériel Citelis 12 GNV Urbanway 12 GNV                                               | Jours de fonctionnement L, Ma, Me, J, V, S, D                                         | Jour / Soir / Nuit / Fêtes O / O / N / O                                              | Voy. / an —                                                                           | Dépôt Wattrelos                                                                       |
| L8    | Desserte : - Communes : Tourcoing – Wattrelos – Roubaix – Hem - Stations ou gares desservies : CH Dron , Tourcoing – Centre , Gare de Tourcoing, Eurotéléport , Alfred Mongy , Jean Moulin . - Principaux lieux desservis : Centre hospitalier Gustave Dron, Stade de la Bourgogne, Collège Pierre Mendès France, Collège privé Saint-Gabriel, Lycée professionnel Le Corbusier, Centre-ville de Tourcoing, Église Saint-Christophe de Tourcoing, Centre commercial Saint-Christophe, Ancienne chambre de commerce et d'industrie de Tourcoing, Les Arcades, Collège Rosa Parks, Parc de la Visitation, Centre commercial McArthurGlen, Centre commercial Grand Rue, Cinéma Le Duplexe, Archives nationales du monde du travail, Collège privé Pascal, Lycée Jean Moulin, Piscine Danièle Lesaffre, Collège Jean-Baptiste Lebas, Stade Maurice Maertens, Collège Saint-Michel, Centre commercial L'Usine de Roubaix, Piscine des Trois Villes. |                                                                                       |                                                                                       |                                                                                       |                                                                                       |                                                                                       |                                                                                       |                                                                                       |                                                                                       |
| L8    | Autre : - Amplitude horaire et fréquence : - du lundi au vendredi en période scolaire : de 5 h 25 à 23 h 35 avec un bus toutes les 10 minutes en heures de pointe, toutes les 12 minutes en heures creuses, toutes les 15 à 20 minutes de 19 h 0 à 21 h 0 et toutes les 30 minutes à partir de 21 h 0. - du lundi au vendredi durant les vacances scolaires : de 5 h 30 à 23 h 40 avec un bus toutes les 12 minutes en journée, toutes les 15 à 20 minutes de 19 h 0 à 21 h 0 et toutes les 30 minutes à partir de 21 h 0. - samedis : de 5 h 20 à 23 h 30 avec un bus toutes les 15 minutes de début de service à 11 h 0, toutes les 12 minutes de 11 h 0 à 19 h 0, toutes les 15 à 20 minutes de 19 h 0 à 21 h 0 et toutes les 30 minutes à partir de 21 h 0. - dimanches et jours fériés : de 6 h 50 à 23 h 30 avec un bus toutes les 30 minutes. - Date de dernière mise à jour : 10 novembre 2023. |                                                                                       |                                                                                       |                                                                                       |                                                                                       |                                                                                       |                                                                                       |                                                                                       |                                                                                       |
| L8    | Dernière actualisation : — |                                                                                       |                                                                                       |                                                                                       |                                                                                       |                                                                                       |                                                                                       |                                                                                       |                                                                                       |

#### Liane 1
Lancée le 28 janvier 2008, la Liane 1 est la première ligne de bus à haut niveau de service exploitée par Ilévia. Elle relie Wambrechies Agrippin ou Wambrechies Château à Faches-Thumesnil Centre Commercial. Jusqu'au 28 août 2011, la Liane 1 allait de Comines Mairie à Ronchin Le Cerf avec un terminus partiel à Lille Grand Palais (desservant également le Zénith de Lille). Le 28 janvier 2019, l'itinéraire de la Liane 1 est modifié à Wambrechies, le terminus est déplacé à l'arrêt « Petit Paradis » avant que la situation initiale ne soit rétablie le 31 août 2019.
L'inauguration de cette ligne a donné lieu à une légère restructuration du réseau de bus avec la création des lignes 72 et 15 ainsi que la suppression de la ligne 14. D'autres lignes ont également vu leurs horaires remaniés.
Horaires : elle circule tous les jours de 5 h 0 (6 h 50 le dimanche) à 1 h 0. La fréquence est de 10 minutes toute la journée en semaine et toutes les 20 à 30 minutes en soirée ainsi que les dimanches.
Principaux lieux desservis : la préfecture de Lille, le palais des Beaux-Arts de Lille, la citadelle de Lille, le parc zoologique de Lille, le parc Jean-Baptiste-Lebas, l'Université Lille 2 ainsi que les lycées Baggio (Lille), Faidherbe (Lille) et Gaston Berger (Lille).

#### Liane 2
Cette deuxième liane a été inaugurée le 8 janvier 2010 en présence notamment de Martine Aubry, la présidente de LMCU. Son ouverture au public a eu lieu le 11 janvier. Elle relie Loos Les Oliveaux au centre commercial de Wattignies.
Horaires : elle circule tous les jours de 5 h 0 (7 h 0 le dimanche) à 1 h 0. La fréquence est de 10 minutes toute la journée en semaine et toutes les 30 minutes en soirée ainsi que les dimanches.
Principaux lieux desservis : le CHU de Lille, Eurasanté et la faculté de médecine de Lille.

#### Liane 3
D'une longueur initiale de 4,9 km, cette liane permet de relier la ville de Roubaix à Wattrelos. Elle a été mise en service le 29 mars 2010 en présence des maires de deux villes lors du voyage inaugural. Cette nouvelle liane a entraîné d'importants changements dans l'itinéraire de la ligne 24.
La Liane 3 est ensuite étendue de Roubaix à Lannoy et Leers le 28 janvier 2019 lors de la mise en place du nouveau réseau Ilévia. Le terminus est déplacé à Toufflers en janvier 2021.
Horaires : la liane 3 circule tous les jours de 5 h 20 (7 h 30 le dimanche) à 0 h 5 avec des passages toutes les 5 à 10 minutes en heures de pointe, toutes les 10 à 12 minutes en heures creuses et toutes les 30 minutes en soirée et le dimanche.
Principaux lieux desservis : le centre commercial Leclerc (Wattrelos), le centre commercial McArthurGlen, l'hôpital de Wattrelos, le lycée et le collège Emile Zola (Wattrelos) ainsi que le lycée Jean Rostand (Roubaix), Lannoy et Toufflers.

#### Liane 4
Mise en service le 27 août 2012 à l'occasion de la deuxième partie du plan bus. Elle permet de relier la ville d'Halluin à celle de Tourcoing en remplacement de la ligne 22.
En 2013, son itinéraire est prolongé jusqu'à Villeneuve-d'Ascq et permet de relier également les villes de Wattrelos, Roubaix et Hem. Cette liane est ainsi la plus longue du réseau Transpole. Le 28 janvier 2019, Transpole devient Ilévia et la Liane 4 est réduite à un itinéraire reliant Halluin à Hem via Tourcoing et Roubaix. L'itinéraire reliant le quartier de la Contrescarpe à Villeneuve-d'Ascq à la station de métro Pont de Bois est reversé à la Liane 6, nouvelle ligne alors créée. Le 4 novembre 2019, le terminus sud de la ligne est déplacé au centre commercial de Leers.
Horaires : la liane 4 circule de 5 h 5 (6 h 50 le dimanche) à 0 h 10 avec un passage toutes les 10 à 12 minutes en heures de pointe et toutes les 12 à 15 minutes en heures creuses toutes les 30 minutes en soirée et le dimanche.
Principaux lieux desservis : le centre commercial Auchan Roncq, l'espace Saint-Christophe, centre-ville de Tourcoing, les lycées Saint Exupéry (Halluin) et Colbert (Tourcoing), Eurotéléport, le centre commercial Auchan Leers.

#### Liane 5
Mise en service le 6 janvier 2020, la Liane 5 correspond à l'ancienne ligne 12. Elle relie Haubourdin à La Madeleine et Marcq-en-Barœul via Loos et Lille. Elle est prolongée jusqu'au terminus Ferme aux Oies à Marcq le 9 juillet 2022.
Horaires : la liane 5 circule tous les jours de 4 h 50 (7 h 0 le dimanche) à 1 h 5 avec un passage toutes les 8 minutes en heures de pointe et toutes les 10 minutes en heures creuses et toutes les 20 à 30 minutes en soirée et le dimanche.
Principaux lieux desservis : l'Université catholique de Lille, la préfecture de Lille, le palais des Beaux-Arts de Lille, la citadelle de Lille, le parc zoologique de Lille, la gare de Lille-Flandres et la gare de Lille-Europe.

#### Liane 6
Mise en service le 28 janvier 2019, la Liane 6 est issue de la scission de la Liane 4 en deux lignes distinctes. Elle permet de relier la station de métro Fort de Mons à la ville de Villeneuve-d'Ascq.
Horaires : la liane 6 circule tous les jours de 5 h 25 (7 h 0 le dimanche) à 0 h 30 avec un passage toutes les 10 minutes en journée et toutes les 30 minutes en soirée et le dimanche.
Principaux lieux desservis : la station de métro Fort de Mons, l'Université de Lille 3 (Villeneuve-d'Ascq).

#### Liane 7
La Liane 7 est mise en service le 28 janvier 2019 en même temps que les Lianes 6, 8, 92 et 99. Elle remplace alors la ligne 11 qui reliait Lille à Vendeville via Faches-Thumesnil. La Liane 7 ne reprend toutefois pas l'entièreté du parcours qui est supprimé entre Faches-Thumesnil et Vendeville, et repris par la ligne 67.
Horaires : la liane 7 circule tous les jours de 5 h 0 (7 h 0 le dimanche) à 0 h 50 avec un passage toutes les 10 minutes en journée les 30 minutes en soirée et le dimanche.
Principaux lieux desservis : la station de métro Porte des Postes, le quartier de Lille-Sud, la ville de Faches-Thumesnil et le centre commercial Auchan Faches.

#### Liane 8
La Liane 8 est mise en service le 28 janvier 2019 en même temps que les Lianes 6, 7, 92 et 99. Elle remplace alors la ligne 15 qui reliait le Risquons-Tout à Tourcoing à Leers via Tourcoing, Roubaix et Wattrelos. La Liane 8 reprend en partie le tracé de l'ancienne Liane 4 dans la ville de Roubaix. Le 4 novembre 2019, le terminus sud de la ligne est déplacé à l'arrêt « Blanchisserie » à Hem.
Horaires : la liane 8 circule tous les jours de 5 h 20 (6 h 50 le dimanche) à 23 h 35 avec un passage toutes les 10 minutes en heures de pointe et toutes les 12 à 15 minutes en heures creuses et toutes les 30 minutes en soirée et le dimanche.
Principaux lieux desservis : la station de métro CH Dron, le centre hospitalier Gutave Dron de Tourcoing, le centre-ville de Tourcoing, Roubaix, la Potennerie, les Hauts Champs.

## Lianes périrubaines
| Ligne | Caractéristiques | Caractéristiques                             | Caractéristiques                             | Caractéristiques                             | Caractéristiques                                                                             | Caractéristiques                              | Caractéristiques                             | Caractéristiques                             | Caractéristiques                             |
| L90   | Liane 90 | Liane 90                                     | Liane 90                                     | Liane 90                                     | Liane 90                                                                                     | Liane 90                                      | Liane 90                                     | Liane 90                                     | Liane 90                                     |
| L90   | Lille – Gare Lille Europe ⥋ Comines – Mairie | Lille – Gare Lille Europe ⥋ Comines – Mairie | Lille – Gare Lille Europe ⥋ Comines – Mairie | Lille – Gare Lille Europe ⥋ Comines – Mairie | Lille – Gare Lille Europe ⥋ Comines – Mairie                                                 | Lille – Gare Lille Europe ⥋ Comines – Mairie  | Lille – Gare Lille Europe ⥋ Comines – Mairie | Lille – Gare Lille Europe ⥋ Comines – Mairie | Lille – Gare Lille Europe ⥋ Comines – Mairie |
| ----- | --- | -------------------------------------------- | -------------------------------------------- | -------------------------------------------- | -------------------------------------------------------------------------------------------- | --------------------------------------------- | -------------------------------------------- | -------------------------------------------- | -------------------------------------------- |
| L90   | Ouverture / Fermeture 28 janvier 2019 / — | Longueur 21,5 km                             | Durée 60-70 min                              | Nb. d’arrêts 36                              | Matériel Citaro C2 Citaro G C2 Citelis 12 GNV Citelis 18 GNV Urbanway 12 GNV Urbanway 18 GNV | Jours de fonctionnement L, Ma, Me, J, V, S, D | Jour / Soir / Nuit / Fêtes O / O / O / O     | Voy. / an —                                  | Dépôt Comines (Keolis Nord)                  |
| L90   | Desserte : - Communes : Lille – Saint-André-lez-Lille – Marquette-lez-Lille – Wambrechies – Verlinghem – Quesnoy-sur-Deûle – Comines - Stations ou gares desservies : Gare de Lille-Europe, Gare Lille Europe , Gare de Lille-Flandres, Gare Lille Flandres , Gare de Saint-André-lez-Lille. - Principaux lieux desservis : Euralille, Centre commercial Euralille, L'Aéronef, Tri Postal, Parc Henri Matisse, Lycée Louis Pasteur, Stade Jean Caby, Grands Moulins de Paris, Complexe sportif Jean-Baptiste Cibié, Port fluvial de Wambrechies, Fort du Vert-Galant, Mairie de Quesnoy-sur-Deûle, Complexe sportif de Quesnoy-sur-Deûle, Hameau de Sainte-Marguerite, Cimetière sud de Comines, Collège Philippe de Commynes, Complexe sportif Pierre de Coubertin, Cimetière nord de Comines, Église Saint-Chrysole de Comines, Jardin public de Comines, Hôtel de ville de Comines. |                                              |                                              |                                              |                                                                                              |                                               |                                              |                                              |                                              |
| L90   | Autre : - Amplitude horaire et fréquence : - du lundi au vendredi en période scolaire : de 4 h 55 à 0 h 35 (1 h 25 le vendredi) avec un bus toutes les 10 à 15 minutes en heures de pointe, toutes les 30 minutes en heures creuses et toutes les 60 minutes à partir de 21 h 0. - du lundi au vendredi durant les vacances scolaires : de 5 h 0 à 0 h 35 (1 h 30 le vendredi) avec un bus toutes les 15 à 20 minutes en heures de pointe, toutes les 30 minutes en heures creuses et toutes les 60 minutes à partir de 21 h 0. - samedis : de 5 h 0 à 1 h 25 avec un bus toutes les 15 minutes en heures de pointe, toutes les 30 minutes en heures creuses et toutes les 60 minutes à partir de 20 h 0. - dimanches et jours fériés : de 8 h 0 à 22 h 55 avec un bus toutes les heures. - Particularités : - Le vendredi soir un départ supplémentaire est réalisé depuis chaque terminus. - Date de dernière mise à jour : 11 novembre 2023. |                                              |                                              |                                              |                                                                                              |                                               |                                              |                                              |                                              |
| L90   | Dernière actualisation : — |                                              |                                              |                                              |                                                                                              |                                               |                                              |                                              |                                              |
| L91   | Liane 91 | Liane 91                                     | Liane 91                                     | Liane 91                                     | Liane 91                                                                                     | Liane 91                                      | Liane 91                                     | Liane 91                                     | Liane 91                                     |
| L91   | Lille – Gare Lille Europe ⥋ Halluin – Gounod |                                              |                                              |                                              |                                                                                              |                                               |                                              |                                              |                                              |
| L91   | Ouverture / Fermeture 28 janvier 2019 / — | Longueur 20,6 km                             | Durée 60-65 min                              | Nb. d’arrêts 45                              | Matériel Citaro C2 Citaro G C2 Citelis 12 GNV Citelis 18 GNV Urbanway 12 GNV Urbanway 18 GNV | Jours de fonctionnement L, Ma, Me, J, V, S, D | Jour / Soir / Nuit / Fêtes O / O / N / O     | Voy. / an —                                  | Dépôt Comines (Keolis Nord)                  |
| L91   | Desserte : - Communes : Lille – La Madeleine – Marcq-en-Barœul – Bondues – Roncq – Halluin - Stations ou gares desservies : Gare de Lille-Europe, Gare Lille Europe , Gare de Lille-Flandres, Gare Lille Flandres , Gare de La Madeleine. - Principaux lieux desservis : Euralille, Centre commercial Euralille, L'Aéronef, Tri Postal, Parc Henri Matisse, Lycée Louis Pasteur, Mairie de La Madeleine, Piscine de La Madeleine, Complexe sportif Carpentier, Cimetière du Bourg, Nouveau cimetière de La Madeleine, Collège du Lazaro, Aérodrome de Lille - Marcq-en-Barœul, Fort de Bondues, Complexe sportif du fort de Bondues, Cimetière de Bondues, Parc du Septentrion, Château du Vert-Bois, Institution de la Croix Blanche, Clinique Saint-Roch, Cimetière du Blanc Four, Parc du Bois Leurent, Centre culturel La Source, Collège Saint-Thomas, Mairie de Roncq, Cimetière de Roncq, Parc Paul Vansteenkiste, Parc d'activités Pierre Mauroy, Stade Hildevert Wancquet, Jardin de la Paix, Hôtel de ville d'Halluin, Lycée professionnel Antoine de Saint-Exupéry. |                                              |                                              |                                              |                                                                                              |                                               |                                              |                                              |                                              |
| L91   | Autre : - Amplitude horaire et fréquence : - du lundi au vendredi en période scolaire : de 5 h 30 à 23 h 20 avec un bus toutes les 20 minutes en heures creuses, toutes les 10 à 15 minutes en heures de pointe et toutes les 60 minutes en soirée. - du lundi au vendredi durant les vacances scolaires : de 5 h 30 à 23 h 15 avec un bus toutes les 30 minutes le matin, toutes les 20 minutes l'après-midi et toutes les 60 minutes en soirée. - samedis : de 5 h 30 à 23 h 20 avec un bus toutes les 30 minutes le matin, toutes les 20 minutes l'après-midi et toutes les 60 minutes en soirée. - dimanches et jours fériés : de 8 h 0 à 0 h 20 avec un bus toutes les 60 à 65 minutes. - Date de dernière mise à jour : 11 novembre 2023. |                                              |                                              |                                              |                                                                                              |                                               |                                              |                                              |                                              |
| L91   | Dernière actualisation : — |                                              |                                              |                                              |                                                                                              |                                               |                                              |                                              |                                              |
| L91E  | Liane 91 Express | Liane 91 Express                             | Liane 91 Express                             | Liane 91 Express                             | Liane 91 Express                                                                             | Liane 91 Express                              | Liane 91 Express                             | Liane 91 Express                             | Liane 91 Express                             |
| L91E  | Lille – Gare Lille Flandres ⥋ Halluin – Gounod |                                              |                                              |                                              |                                                                                              |                                               |                                              |                                              |                                              |
| L91E  | Ouverture / Fermeture 28 janvier 2019 / — | Longueur —                                   | Durée 35-40 min                              | Nb. d’arrêts 22                              | Matériel Crossway                                                                            | Jours de fonctionnement L, Ma, Me, J, V       | Jour / Soir / Nuit / Fêtes O / N / N / N     | Voy. / an —                                  | Dépôt Comines (Keolis Nord)                  |
| L91E  | Desserte : - Communes : Lille – Roncq – Halluin - Stations ou gares desservies : Gare de Lille-Flandres, Gare Lille Flandres , Gare de Lille-Europe, Gare Lille Europe , Saint-Maurice Pellevoisin . - Principaux lieux desservis : Euralille, Centre commercial Euralille, L'Aéronef, Tri Postal, Parc Henri Matisse, Lycée Ozanam, Zone logistique de Roncq, Piscine de Roncq, Parc Paul Vansteenkiste, Parc d'activités Pierre Mauroy, Stade Hildevert Wancquet, Jardin de la Paix, Hôtel de ville d'Halluin, Lycée professionnel Antoine de Saint-Exupéry. |                                              |                                              |                                              |                                                                                              |                                               |                                              |                                              |                                              |
| L91E  | Autre : - Amplitude horaire et fréquence : - du lundi au vendredi : de 5 h 50 à 7 h 40 et de 16 h 25 à 19 h 5 avec trois départs depuis Halluin le matin et trois départs depuis Lille le soir. - Date de dernière mise à jour : 11 novembre 2023. |                                              |                                              |                                              |                                                                                              |                                               |                                              |                                              |                                              |
| L91E  | Dernière actualisation : — |                                              |                                              |                                              |                                                                                              |                                               |                                              |                                              |                                              |
| L92   | Liane 92 | Liane 92                                     | Liane 92                                     | Liane 92                                     | Liane 92                                                                                     | Liane 92                                      | Liane 92                                     | Liane 92                                     | Liane 92                                     |
| L92   | Lille – Porte des Postes ⥋ Seclin – Centre Hospitalier |                                              |                                              |                                              |                                                                                              |                                               |                                              |                                              |                                              |
| L92   | Ouverture / Fermeture 28 janvier 2019 / — | Longueur 14 km                               | Durée 45-55 min                              | Nb. d’arrêts 34                              | Matériel Citaro LE Citaro C2                                                                 | Jours de fonctionnement L, Ma, Me, J, V, S, D | Jour / Soir / Nuit / Fêtes O / O / N / O     | Voy. / an —                                  | Dépôt Seclin (Keolis Nord)                   |
| L92   | Desserte : - Communes : Lille – Loos – Wattignies – Noyelles-lès-Seclin – Seclin - Stations ou gares desservies : Porte des Postes , CHU – Eurasanté , Gare de Seclin. - Principaux lieux desservis : Lycée international Montebello, Lillenium, Cimetière du Sud, Centre hospitalier universitaire de Lille, Eurasanté, Stade de l'Épi de Soil, Piscine Zen & O de Wattignies, Stade Mathieu Debuchy, Cimetière de Wattignies, CREPS de Wattignies, Zone industrielle de Seclin, Cimetière de Seclin, Piscine de Seclin, Collège de l'Immaculée Conception, Mairie de Seclin, Lycée professionnel Les Hauts de Flandre, Collège Jean Demailly, Centre hospitalier de Seclin. |                                              |                                              |                                              |                                                                                              |                                               |                                              |                                              |                                              |
| L92   | Autre : - Amplitude horaire et fréquence : - du lundi au vendredi en période scolaire : de 5 h 20 à 23 h 5 avec un bus toutes les 10 à 15 minutes en heures de pointe, toutes les 25 à 35 minutes en heures creuses et toutes les 60 minutes à partir de 20 h 0. - du lundi au vendredi durant les vacances scolaires : de 5 h 25 à 23 h 5 avec un bus toutes les 15 minutes en heures de pointe, toutes les 30 minutes en heures creuses et toutes les 60 minutes à partir de 20 h 0. - samedis : de 5 h 25 à 23 h 10 avec un bus toutes les 30 minutes. - dimanches et jours fériés : de 8 h 10 à 22 h 50 avec un bus toutes les heures. - Date de dernière mise à jour : 11 novembre 2023. |                                              |                                              |                                              |                                                                                              |                                               |                                              |                                              |                                              |
| L92   | Dernière actualisation : — |                                              |                                              |                                              |                                                                                              |                                               |                                              |                                              |                                              |
| L99   | Liane 99 | Liane 99                                     | Liane 99                                     | Liane 99                                     | Liane 99                                                                                     | Liane 99                                      | Liane 99                                     | Liane 99                                     | Liane 99                                     |
| L99   | Lomme – Saint-Philibert ⥋ Armentières – Le Bizet |                                              |                                              |                                              |                                                                                              |                                               |                                              |                                              |                                              |
| L99   | Ouverture / Fermeture 28 janvier 2019 / — | Longueur 15 km                               | Durée 35-40 min                              | Nb. d’arrêts 28                              | Matériel Citaro Facelift Citaro G Facelift Citaro C2 Citaro G C2                             | Jours de fonctionnement L, Ma, Me, J, V, S, D | Jour / Soir / Nuit / Fêtes O / O / O / O     | Voy. / an —                                  | Dépôt Erquinghem-Lys (Keolis Nord)           |
| L99   | Desserte : - Communes : Lomme – Capinghem – Ennetières-en-Weppes – Prémesques – La Chapelle-d'Armentières – Armentières - Stations ou gares desservies : Saint-Philibert , Gare d'Armentières. - Principaux lieux desservis : Hôpital Saint-Philibert, Zone commerciale du Grand But, Mairie de Capinghem, Hameau de Wez-Macquart, Parc de Courtembus, Hôtel de ville de La Chapelle-d'Armentières, Stade Léon Coustenoble, EPSM Lille-Métropole, CPAM des Flandres, Centre-ville d'Armentières, Hôtel de ville d'Armentières, Beffroi d'Armentières, Église Saint-Vaast d'Armentières, Cimetière d'Armentières, Institut Nicolas Barré, Prés du Hem, Le Bizet. |                                              |                                              |                                              |                                                                                              |                                               |                                              |                                              |                                              |
| L99   | Autre : - Amplitude horaire et fréquence : - du lundi au vendredi en période scolaire : de 5 h 25 à 22 h 5 (1 h 20 le vendredi) avec un bus toutes les 10 minutes en heures de pointe et toutes les 20 à 25 minutes en heures creuses. - du lundi au vendredi durant les vacances scolaires : de 5 h 25 à 22 h 5 (1 h 20 le vendredi) avec un bus toutes les 10 à 15 minutes en heures de pointe et toutes les 20 à 25 minutes en heures creuses. - samedis : de 5 h 25 à 1 h 20 avec un bus toutes les 30 minutes le matin et toutes les 15 à 20 minutes l'après-midi. - dimanches et jours fériés : de 8 h 30 à 21 h 45 avec un bus toutes les heures. - Particularités : - Les vendredis et samedis soirs, les trois derniers départs depuis Lomme bénéficie du service Flexo. Ce service permet, à partir de Armentières – Gare, d'adapter l'itinéraire de la ligne en fonction des demandes des usagers. Ce service est découpé en trois zones : Houplines, Erquinghem-Lys et Armentières – Le Bizet. - La desserte de Armentières – Cimetière est effectuée systématiquement les dimanches et jours fériés mais seulement une fois par heure en semaine. - La desserte de Renan Buisson et Maréchal Joffre n'est effectuée que quelques fois par jour, du lundi au vendredi en période scolaire. - Date de dernière mise à jour : 11 novembre 2023. |                                              |                                              |                                              |                                                                                              |                                               |                                              |                                              |                                              |
| L99   | Dernière actualisation : — |                                              |                                              |                                              |                                                                                              |                                               |                                              |                                              |                                              |

### Liane 90
La liane 90 a été mise en place le 29 août 2011 à la suite de la première étape du plan bus. Cette ligne à haut niveau de service permet de relier Comines Mairie à Lille Siège de Région. À partir de Wambrechies, son itinéraire était le même que la liane 1 jusqu'à l'arrêt "Liberté" à Lille. Depuis le 28 janvier 2019, elle son terminus lillois est la gare de Lille-Europe.
Horaires : la liane 90 circule tous les jours de 4 h 55 (8 h 0 le dimanche) à 0 h 30 (1 h 30 les vendredis et samedis) avec un passage toutes les 10 à 20 minutes en heures de pointe, toutes les 30 à 35 minutes en heures creuses et les 60 minutes en soirée et le dimanche.
Principaux lieux desservis : la gare de Lille-Europe, la gare de Lille-Flandres, le CAT Malécot à Sainte Marguerite, les collèges de Comines, le lycée Vertes Feuilles (Saint-André-lez-Lille) ainsi que les collèges de Saint-André-lez-Lille, l'hôtel de ville de Comines.

### Liane 91
Mise en service le 27 août 2012 en même temps que la liane 4. Elle remplace la ligne 35.
Elle permet de relier la ville d'Halluin à la gare de Lille-Europe en moins d'une heure. Trois liaisons express sont disponibles en semaine pour rejoindre la gare en 40 minutes seulement.
Horaires : la liane 91 circule tous les jours de 5 h 30 (7 h 55 le dimanche) à 23 h 20 avec un passage toutes les 10 à 20 minutes en heures de pointe, toutes les 30 minutes en heures creuses et toutes les 60 minutes en soirée et le dimanche.
Principaux lieux desservis : la gare de Lille-Europe, la gare de Lille-Flandres, le centre sportif Domyos, l'aérodrome de Bondues, le centre Corteville chiens guides d'aveugles, le lycée Saint-Exupéry (Halluin), le collège Schuman (Halluin), l'Institution Croix Blanche (Bondues) et le lycée Pasteur (Lille).

### Liane 91 Express
Parallèlement à la Liane 91, il existe une ligne dite Express reliant Halluin et Roncq à la gare de Lille-Flandres et effectuant moins d'arrêts que la ligne classique. Elle emprunte l'autoroute A22 et arrive directement à Roncq. Ce tracé lui permet de se délester de la plupart des arrêts de la ligne classique.
Horaires : la liane 91 Express circule du lundi au vendredi à raison de trois allers-retours.

### Liane 92
Mise en service le 28 janvier 2019 en même temps que les lianes 6, 7, 8 et 99. Elle remplace la ligne 52.
Elle permet de relier la ville de Seclin à la Porte des Postes en moins de quarante-cinq minutes.
Horaires : la liane 92 circule tous les jours de 5 h 20 (8 h 10 le dimanche) à 23 h 10 avec un passage toutes les 10 à 15 minutes en heures de pointe, toutes les 30 minutes en heures creuses et le samedi, et toutes les 60 minutes en soirée et le dimanche.
Principaux lieux desservis : Le centre hospitalier de Seclin, le collège Demailly (Seclin), le centre-ville et la zone industrielle de Seclin, le quartier "Village Expo" de Wattignies, le centre hospitalier universitaire de Lille et Lille-Sud.

### Liane 99
Mise en service le 28 janvier 2019 en même temps que les lianes 6, 7, 8 et 92. Elle remplace la ligne 79.
Elle permet de relier la ville d'Armentières à la station de métro Saint-Philibert à Lomme en moins de quarante minutes.
Horaires : la liane 99 circule tous les jours de 5 h 25 (8 h 30 le dimanche) à 22 h 5 avec un passage toutes les 10 à 15 minutes en heures de pointe, toutes les 20 à 25 minutes en heures creuses et toutes les 60 minutes le dimanche. Les vendredis et samedis la ligne circule jusqu'à 1 h 20 avec le service Flexo assurant une desserte adaptée aux besoins des usagers à partir de la gare d'Armentières.
Principaux lieux desservis : Le centre hospitalier Saint-Philibert de Lomme, Capinghem, le hameau de Wez-Macquart, La Chapelle-d'Armentières, le cimetière britannique de La Chapelle-d'Armentières, la gare d'Armentières, le quartier du Bizet à Armentières.

## Projets
Un premier projet d'une Liane 5, prévu à la fin de l'année 2012 entre Roubaix et Hem, s'est finalement traduit par l'extension de la Liane 4.
Finalement, la Liane 5 va remplacer la ligne 12 (Haubourdin > Marcq) et une partie de la ligne 54 (le tronçon Haubourdin > Lille). Ce projet devrait permettre une augmentation de la capacité (+10% par rapport aux capacités actuelles des lignes 12 et 54 réunies) et une diminution des temps de parcours (-5 min entre Le Parc et l'accès au Métro). La Liane 5 devrait suivre la ligne 54 et desservir la station Porte des Postes puis la station Montebello pour reprendre l'itinéraire habituel de la ligne 12 à partir de Cormontaigne. La ligne 54, ferait son terminus à Haubourdin Le Parc. Les travaux de cette nouvelle Liane ont commencé en mars 2018 dans le quartier du Parc à Haubourdin (terminus de la future liane) et dureront en tout près de 2 ans.
Dans le cadre du projet Extramobile dont l'objectif est de desservir 66 000 habitants, 47 000 emplois et 30 000 élèves d'établissement scolaires.
De ce fait, deux nouveaux projets de B.H.N.S. prévus pour 2035 dont un qui partira de Villeneuve d'Ascq à Saint-André en passant par La Madeleine, Marcq-en-Baroeul, Mons-en-Baroeul, Villeneuve d'Ascq, Hellemmes, Ronchin, Lesquin, et Lezennes en passant par des pôles importants comme les stations de métro Hôtel de Ville et Pont de Bois pour la première ligne et Fort et Mairie de Mons pour la deuxième ainsi qu'une station pour les deux branches du tramway du Grand Boulevard à Marcq-en-Baroeul.
Quant à l'autre ligne, elle passera par Lomme, Lille, Hellemmes, Lezennes, Villeneuve d'Ascq, et Sainghin-en-Mélantois pour desservir dans un rayon de 500 mètres 120 000 habitants, 136 000 habitants, 43 000 élèves d'établissements scolaires via des pôles importants comme République-Beaux-Arts, Triolo et Quatre Cantons - Stade Pierre Mauroy pour la première ligne ainsi que la technopôle de la Haute-Borne et Bois Blancs, Port de Lille, Cormontaigne, et Lille Grand Palais pour la deuxième. Il sera également en correspondance avec la future ligne de tramway à Port de Lille et Lille Grand Palais et avec le futur B.H.N.S. à Villeneuve d'Ascq.

## Stations

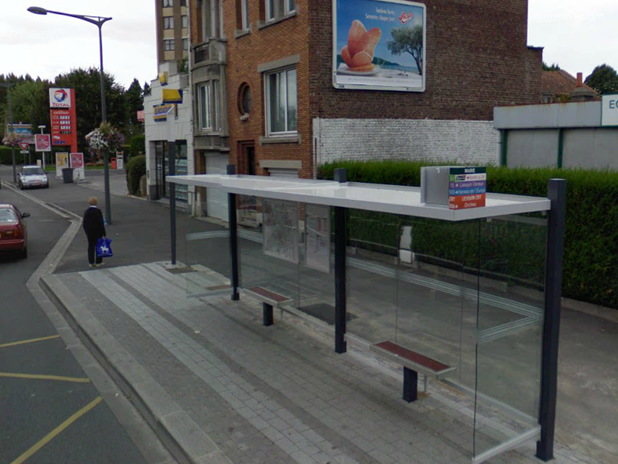
Exemple d'une station de la liane 1 (Ronchin Mairie)

Toutes les stations de liane sont placées en retrait de la rue à l'image de ce qui est fait pour les stations de tramway moderne. L'arrêt de bus est plus large qu'habituellement permettant d'avoir deux bancs au lieu d'un. Deux lampadaires sont installés à côté de chaque arrêt de liane de manière à les visualiser la nuit. Enfin, certains arrêts sont équipés d'afficheurs de temps d'attente ainsi que de distributeurs de titre de transport.

## Matériel roulant
Les bus circulant sur le réseau de Liane se distinguent du reste du matériel roulant utilisé sur les lignes habituelles. L'habillage extérieur est différent, aux couleurs du logo de la Liane. Ces bus possèdent également un plancher bas équipé de palettes d'accès pour les personnes à mobilité réduite mais aussi d'écrans vidéo à affichage dynamique de la ligne et d'annonce sonore des arrêts.
Selon les modèles, les bus de la liane roulent au gaz naturel ou au biogaz produit par le Centre de valorisation organique de Sequedin situé à proximité du dépôt de bus Ilévia de Sequedin (où sont notamment rattachés les véhicules des Liane 1, 2 et 7).

### Irisbus Citelis
Les Lianes 1 à 4, 6, 90 et 91 sont exploitées avec des Irisbus Citelis 18 GNV. Chaque bus a une longueur de 18 mètres pour une largeur de 2,50 mètres et une hauteur de 2,85 ou 3,185 mètres pour une capacité de 155 voyageurs, dont 45 places assises. Les Lianes 90 et 91 sont également exploitées avec des Citelis 12, la version 12 m du Citelis. Ces véhicules sont progressivement retirés du service.

### Mercedes-Benz Citaro

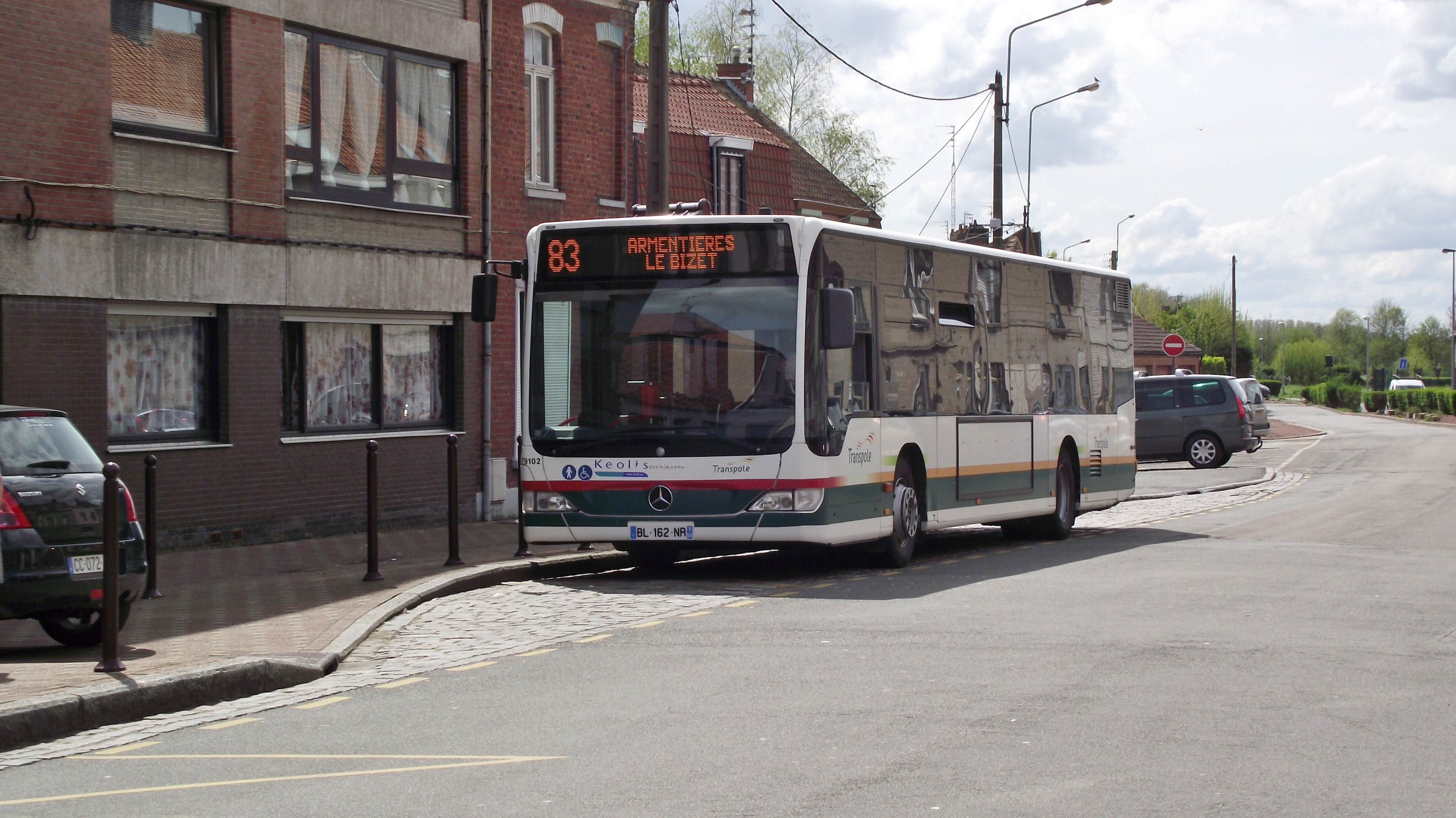
Exemple de Mercedes-Benz Citaro sur la ligne 83 (supprimée depuis) de Transpole

Les Mercedes-Benz Citaro, en version LE (véhicule mixte bus/car prévu pour les dessertes périurbaines) et Citaro G (articulé) sont exploités par la société Keolis Nord sur principalement sur les Lianes 92 et 99 et plus rarement sur les Lianes 90 et 91. Ces véhicules sont progressivement retirés du service.

### Iveco Crossway LE
La Liane 91 Express utilise du matériel de type Iveco Bus (anciennement Irisbus) Crossway de type Low Entry.

### Iveco Bus Urbanway
Les Lianes 7, 8, 90 et 91 sont exploitées avec des Urbanway 12 GNV, d'une longueur de 12 mètres il s'agit du successeur du Citelis. Des véhicules articulés du même modèle circulent également sur les Lianes 90 et 91.

### Scania Citywide LFA
Les Lianes 1, 2 et 5 sont exploitées avec des Scania Citywide LFA d'une longueur de 18 mètres. Les véhicules engagés sur la Liane 5 sont dotées de quatre portes et permettent la montée par toutes les portes. Les véhicules engagés sur les Lianes 1 et 2 sont dotées de trois portes et ne permettent que la montée par l'avant.